# Dorfkirche Sielow

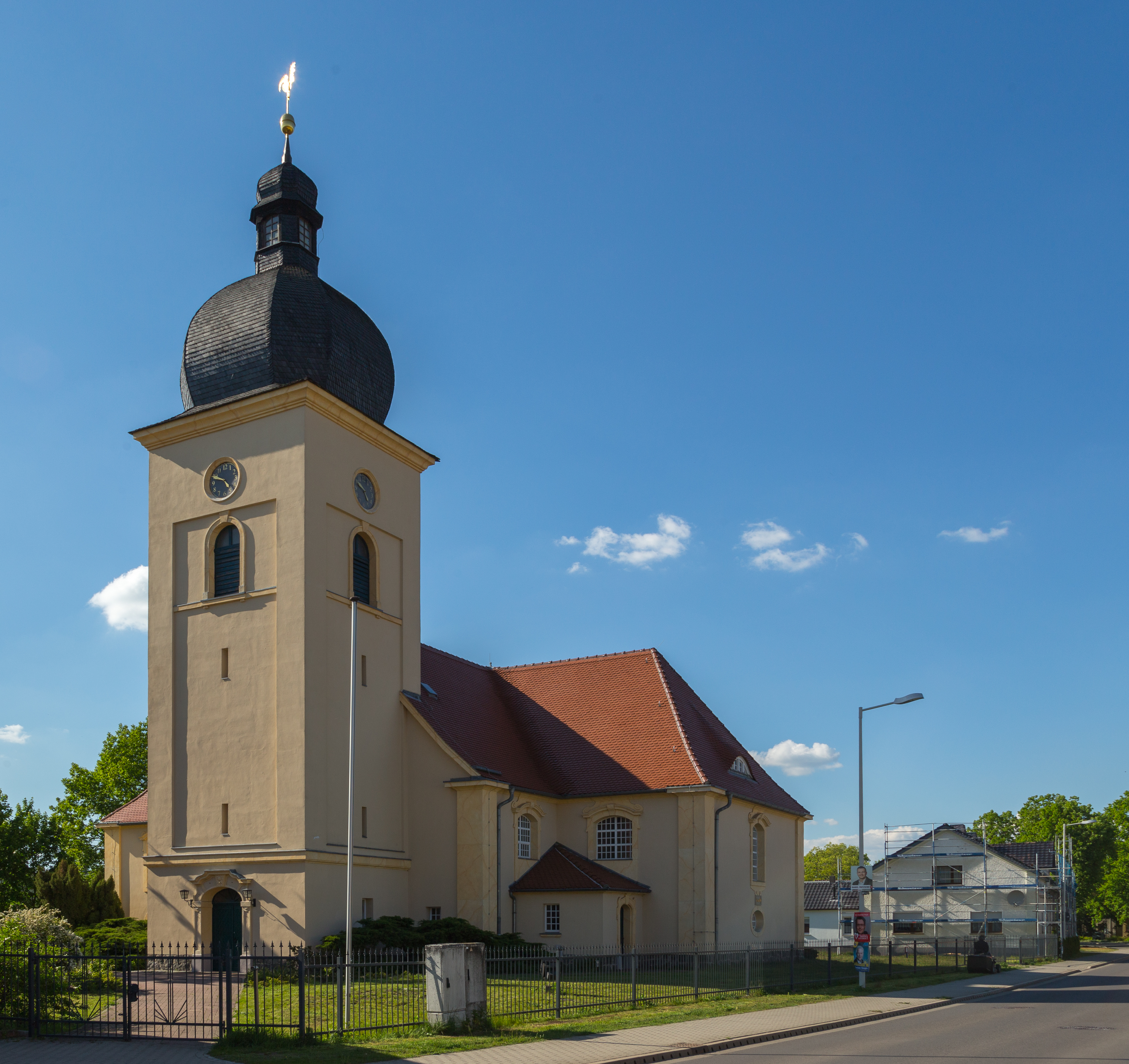
Dorfkirche Sielow (2019)

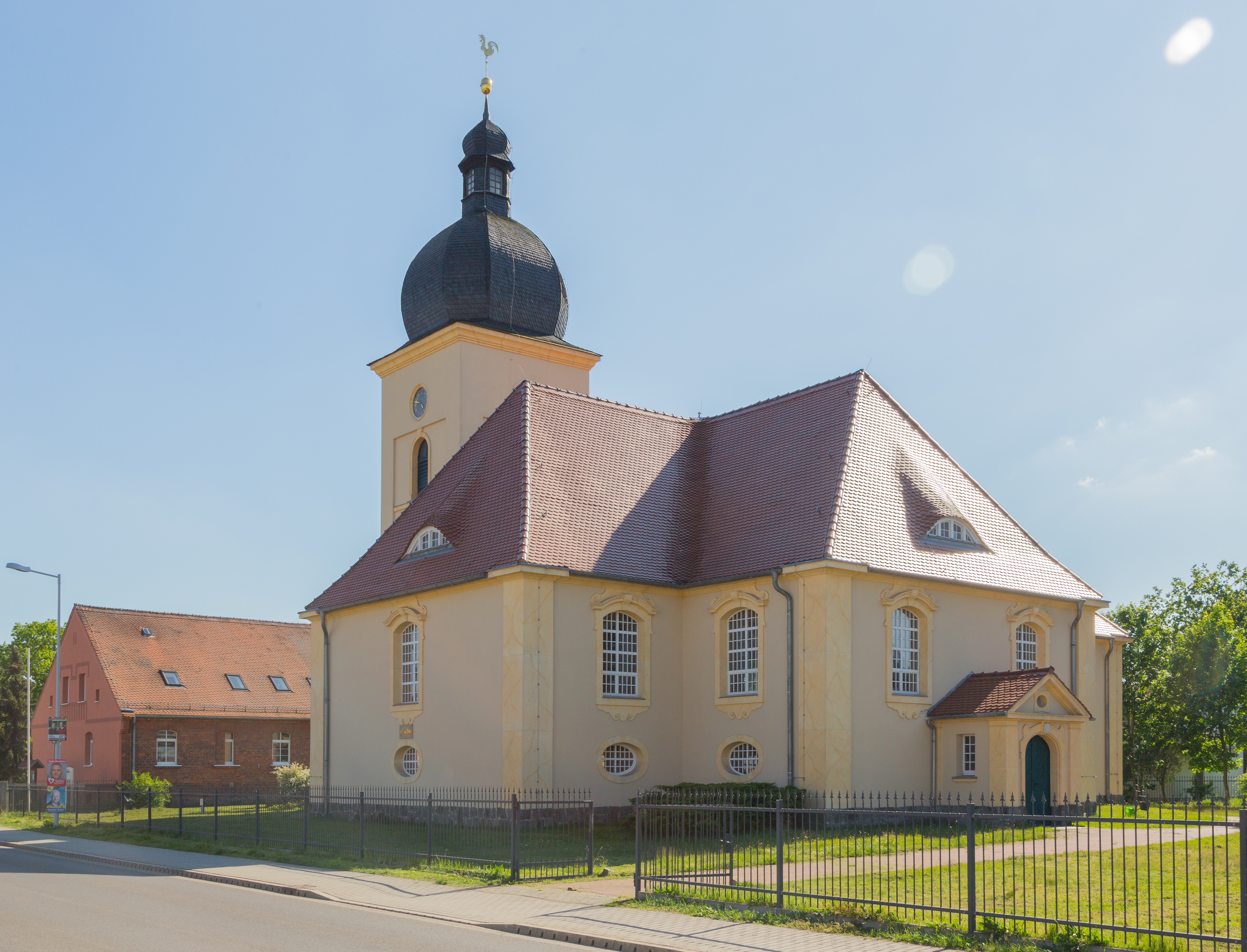
Ostseite (2019)

Die evangelische Dorfkirche Sielow ist eine neubarocke Saalkirche aus dem Jahr 1906 im Stadtteil Sielow der Stadt Cottbus in Brandenburg. Die Kirchengemeinde gehört zum Kirchenkreis Cottbus der Evangelischen Kirche Berlin-Brandenburg-schlesische Oberlausitz.

## Lage
Die Kirche liegt an der Sielower Chaussee, die als Landstraße 511 in Nord-Süd-Richtung durch den Ort führt. Die Kirche steht im historischen Dorfzentrum und dort westlich der Landstraße auf einem Grundstück, das durch einen Zaun eingefriedet ist.

## Geschichte
Der Ort wurde ausweislich einer Informationstafel westlich der Kirche im Jahr 1449 erstmals urkundlich erwähnt. Aus dem Jahr 1752 ist erstmals ein Vorgängerbau überliefert. Sielow profitierte während der Industrialisierung von der auflebenden Textilindustrie, die sich in Cottbus und Umgebung ansiedelte. 1906 errichtete die Kirchengemeinde daher einen Neubau, der sich gestalterisch an diesen Vorgängerbau anlehnte. Den Entwurf erstellte vermutlich der Kreisbauinspektor Robert Beutler. Am 12. Oktober 1906 wurde die Kirche eingeweiht. Gegen Ende des Zweiten Weltkrieges wurden Teile des Kirchturms zerstört und 1956 wiederaufgebaut. 1981 erfolgte eine Sanierung, die auch den Innenraum einbezog. Er wird seit dieser Zeit als Gemeinderaum genutzt.

## Baubeschreibung
Das Bauwerk wurde im Wesentlichen aus Mauersteinen errichtet, die anschließend verputzt wurden. Es entstand ein kreuzförmiger Baukörper mit einem rechteckigen Chor, der gerade und nicht eingezogen ist. An der Ostseite ist ein kleiner Vorbau, darin zwischen Lisenen eine rundbogenförmige Pforte. Oberhalb ist ein Mittelrisalit mit einem kleinen Ochsenauge. An der Nord- und Südseite des Vorbaus ist je ein kleines hochrechteckiges Fenster. Seitlich neben dem Vorbau sind an der Ostwand zwei große Rundbogenfenster mit geschweiften Putzblenden und betontem Schlussstein. Im schlichten Dach ist zur Ostseite hin eine Fledermausgaube.
Die Nord- und Südwand des Chors sind symmetrisch aufgebaut. Im unteren Bereich ist ein Ochsenauge, darüber ein großes Rundbogenfenster. Diese Kombination findet sich auch am Kirchenschiff. An der Ostseite sind zwei, an der Nord- und Südseite je eine solche Fensterkombination. An der südwestlichen Ecke ist ein kleiner Anbau, der von Süden her über eine Pforte betreten werden kann.
Daran schließt sich nach Westen der quadratische und eingezogene Kirchturm an. Er kann durch eine Pforte von Westen her betreten werden. An den zugänglichen Seiten sind im unteren Bereich mehrere kleinere und hochrechteckige Öffnungen. Der Turm ist ebenfalls mit Lisenen gegliedert, die ein rechteckiges Feld aufspannen. In diesem oberen Bereich sind an jeder Seite vier rundbogenförmige Klangarkaden; darüber – oberhalb der Felder – eine Turmuhr. Dieser Teil schließt mit einer Zwiebelhaube, einer Laterne sowie Turmkugel und Kreuz ab.

## Ausstattung
Das Altarretabel stammt aus der Zeit um 1600 und wurde 1906 restauriert. Es besteht aus einem Ädikulaaufbau mit Beschlagwerk. Im Altarblatt ist ein Relief eingearbeitet, das Marias Aufnahme in den Himmel zeigt. Es stammt ursprünglich aus dem Mittelschrein eines Schnitzaltars aus dem zweiten Drittel des 15. Jahrhunderts. In den Nischen des Aufbaus sind Paulus von Tarsus und Simon Petrus zu sehen, im Altarauszug das Abendmahl Jesu. Die Kirchengemeinde vermutet, dass das Werk von einem Schüler Tilman Riemenschneiders geschaffen wurde.
Die hölzerne Kanzel sowie ein passender Schalldeckel stammen aus derselben Zeit. In die Felder des Kanzelkorbes sind die Evangelisten sowie ein Porträt Martin Luthers aufgemalt.
Die Orgel wurde im Jahr 1906 von Gustav Heinze aus Sorau gebaut.